# Bandurria (Peru)
Bandurria é um sítio arqueológico do Peru localizado ao sul da cidade peruana de Huacho. Com uma história de quase 5.000 anos, ela correspondente, em ordem cronológica, ao período conhecido como Pré-cerâmico Tardio que aproximadamente abrange os anos de 4000 a 2000 a.C. 

## Localização
O sítio arqueológico de Bandurria está localizado no distrito de Huacho , na província de Huaura , na  Região de Lima, no Peru , na área denominada Playa Chica no quilometro 141 da Estrada Panamericana Norte . O sítio arqueológico foi descoberto em abril de 1973 pelo engenheiro Domingo Torero Fernandez de Cordova, na companhia de seu pai, Don Domingo Torero Arrieta e ocupa uma área de 54 hectares. Atualmente é estudada por uma equipe liderada pelo arqueólogo Alejandro Chu da Universidade Nacional Maior de São Marcos em Lima.  

## Ambiente e da paisagem circundante
A região tem um ambiente de zona úmida costeira e rica biodiversidade, conhecida como Pantanal do Paraíso ou da Playa Chica. O comprimento máximo desta zona úmida é de 8 km, com uma largura variável entre 100 metros e 2 km (área total: 440 ha), dividido em dois espelhos d'água, lagos naturais ou artificiais (Norte e Sul), com uma profundidade máxima de 1,5 m. Nesta área foram identificadas 19 espécies de plantas (11 terrestres e 8 aquáticos), embora esse inventário ainda é incompleto. A fauna é composta principalmente por aves, foram identificadas 125 espécies de aves, entre as quais flamingos , garças , patos , mergulhões e aves marinhas . Há duas espécies de peixes e um de réptil. O pantanal é uma importante área de repouso e alimentação para aves migratórias. 
Próximo ao pantanal está situado a área conhecida como Playa Chica, que é uma grande baía localizado a 10 quilômetros ao sul da cidade de Huacho. Playa Chica compreende duas partes distintas, a primeira é a praia El Paraíso no lado sul da baía e depois a Playa Chica ocupando o resto da baía. Na parte sul desta área destaca o Cerro Sanú com uma altitude de 282 metros acima do nível do mar no meio do deserto costeiro a do sudoeste de Bandurria criando uma série de elevações e descampados costeiros que contêm abundantes restos de ocupações pré-hispânicas.  

## Origem do nome Bandurria
Antes da inundação de 1973, Playa Chica onde está localizado o sítio arqueológico era uma vasto pampa deserto, que era conhecido como Pampas das Bandurrias. O nome refere-se a ave Bandurria ( curicaca ) que é um Íbis grande e pesado de várias cores.  

## Antecedentes Geral sobre o Sitio
Bandurria descoberto em 1973 por Domingo Torero quando o sitio arqueológico foi parcialmente destruído por águas da Irrigación Santa Rosa. Torero chamou a atenção das autoridades sobre a a irrupção da água e resgatou material arqueológico que foi revirado pelas águas. Mais tarde, o sitio foi investigada por Rosa Fung , em 1973 e 1977 que o identificou como um sitio do Período Pré-cerâmico Tardio ( de 3000 a 1800 a.C.) datando objetos entre 4500 e 4300 anos atrás.   A partir do trabalho desta pesquisa se definiu o início de Bandurria como uma vila de pescadores do litoral que apresentava a primeira evidência de uma arquitetura cerimonial de pedra referindo-se a uma pequena estrutura de pedra localizado no extremo sudoeste do sítio arqueológico. Até então, os sítios arqueológicos do Período Pre-cerâmico Tardio na costa norte-central, como Bandurria, que eram conhecidos há várias décadas, foram colocados cronologicamente em um momento posterior (no Período Formativo, segundo milênio antes de Cristo), por causa de seu tamanho, a complexidade da arquitetura, e monumentalidade. 
Em 1994, iniciaram as escavações da Dra. Ruth Shady em Caral. Os dados levantados permitiram definir que esses complexos monumentais correspondiam ao Período Arcaico Tardio, que representavam as origens das Civilizações andinas, e a mais antiga civilização do Continente americano. Estes trabalhos revolucionaram o conceito que se tinha sobre o surgimento da civilização no Peru e na América, e identificaram o Arcaico Tardio como um período fundamental para o estudo do passado do Peru.
Em agosto de 2005, o trabalho de pesquisa foi reiniciado no local, mais de 30 anos após a sua descoberta. Escavações na área do sitio a cargo do do Projeto Arqueológico Bandurria descobriram uma seção de arquitetura monumental construída com pedras e argamassa. Esta pesquisa foi inicialmente financiada através da Fundação Nacional da Ciência dos Estados Unidos como parte da tese de doutoramento de Alejandro Chu Barrera da Universidade de Pittsburgh. Posteriormente, o Município de Huacho e a Província de Huaura destinaram em 2006 150.000 novos soles para a continuação da investigação.
O aprofundamento do trabalho permitiu que houvesse uma mudança no conceito que tinha do sítio arqueológico, de uma aldeia, tornou-se um centro urbano com a evidência da arquitetura monumental. Da mesma forma inferiu-se que provavelmente estava articulado com o resto dos sítios monumentais da costa norte-central e refletia o surgimento do urbanismo e da civilização na região. 

## Divisão do Sitio
Bandurria está dividida em dois setores distintos:

### Setor de ocupação doméstica
A área doméstica (Setor I) foi a primeira área identificada do sítio arqueológico e seu trabalho foi o que definiu o caráter de aldeia. Ocorreu no local uma ocupação doméstica densa contendo vestígios de ocupação até 5 metros de profundidade, podemos ver no local estruturas residenciais, restos de alimentos e de atividades diárias que se acumularam ao longo do tempo. O Projeto da Irrigação Santa Rosa acabou comprometendo 2/3 da área. 

### Setor de arquitetura monumental
À primeira vista, a área monumental de Bandurria (Sector II) parecia uma formação natural composta por colinas rochosas baixas. No entanto, bastou uma investigação mais minuciosa de sua superfície e do entorno dessas elevações para constatar seu caráter e conformação artificial, que incluem pelo menos 4 grandes montes, aos quais estão associados, por sua vez outros montes menores. 
Os montes principais têm um relevo bastante pronunciado, com alturas médias de 10 a 15 metros. Os lados de vários desses montes são bem regulares, denotando a presença de estruturas subjacentes. O declive de vários desses montes têm, na maioria dos casos, um gradiente regular e constante, mas em alguns casos,  o declive suave é alternado com rupturas na forma de terraços e plataformas projetadas. Portanto, é provável que vários lados desses montes apresentem fachadas escalonadas, e que estas projeções constituam plataformas ligados aos montes. Além dos montes mencionados, existem vários afloramentos de cinzas e conchas localizados nos espaços abertos e planos que estão ao seu redor, associados com pequenos alinhamentos de pedra que devem corresponder às paredes ou muros, o que indicaria áreas de conexão de habitação (talvez residências para a elite), com pirâmides e outros edifícios monumentais na área. 

## Situação atual do sítio
Infelizmente Bandurria tem sido objeto de destruição sistemática que começou com a inundação em 1973. Desde que foi visitado pela primeira vez em 2002, enquanto sítio arqueológico, foi observado que foi invadida e em um processo de destruição por pessoas agrupadas na auto-denominada Cooperativa Artesanal "Jose Olaya", que ocuparam o lado sul do local com casas precárias e currais. Essas pessoas se dedicavam à extração de juncos, da totora, e de carrizo. Na sequência de uma reclamação para o Instituto Nacional de Cultura, a 29 de outubro de 2002, Resolução da Diretoria Nacional No.1030 declarando Patrimônio Cultural da Nação o Sítio Arqueológico Monumental de Bandurria . 
Posteriormente, junto com a Direção-Geral do Patrimônio Arqueológico do Instituto Nacional de Cultura, ocorreu a delimitação do sítio arqueológico. Por outro lado,o governo regional também se pronunciou sobre o sítio arqueológico declarando de interesse regional os trabalhos arqueológicos que estão ocorrendo em Bandurria através do Acordo do Conselho Regional Nº 027-2005-CR/GRL.
Graças ao apoio de várias empresas e instituições de Huacho, o sítio arqueológico foi cercado e foram construídos dois painéis, um na rodovia Panamericana Norte e o outro (Placa oficial do INC) na entrada do sítio arqueológico. Que com a permanência e a colaboração de estudantes da Faculdade de Gestão e Turismo José Faustino Sánchez Carrión da  Universidade Nacional de Huacho permitem um melhor cuidado do patrimônio arqueológico. 